# Superinfecção
Superinfecção ou suprainfecção é verificada em termos evidências clínico-microbiológicas de uma nova infecção sobreposta a uma infecção preexistente durante a terapêutica antimicrobiana desta última. Ex. candidose durante terapêutica antibacteriana.